# Glasräka
Glasräka (Pasiphaea tarda) är en kräftdjursart som beskrevs av Henrik Nikolai Krøyer 1845. Glasräka ingår i släktet Pasiphaea och familjen Pasiphaeidae. Arten är reproducerande i Sverige. Inga underarter finns listade i Catalogue of Life.